# Marriott World Trade Center
 Denne artikel omhandler den gamle bygning 3. For den nye bygning, se 175 Greenwich Street.
Marriott World Trade Center oprindeligt kaldt 3 World Trade Center var en 22-etagers hotelbygning med 825 værelser placeret i New York, hotellet åbnede i 1981 med navnet Vista International. Bygningen blev tegnet af Skidmore, Owings & Merrill og var oprindeligt ejet af Port Authority of New York and New Jersey. I 1995 blev bygningen solgt til Host Marriott Corporation.
Hotellet var forbundet til det nordlige og sydlige tårn, mange gik gennem hotellet for at komme til tårnene. Hotellet havde et par virksomheder, herunder Greenhouse Cafe, Tall Ships Bar & Grill, Times Square Gaver, The Russia House Restaurant, et motionscenter og en hårsalon kaldt Salon Olga's.
Hotellet blev ødelagt under terrorangrebet den 11. september 2001 efter sammenbruddet af nord- og syd tårnet i World Trade Center.
40°42′39.32″N 74°0′41.79″V / 40.7109222°N 74.0116083°V